# المؤسسة الوطنية لعتاد الأشغال العمومية
المؤسسة الوطنية لعتاد الأشغال العمومية المتخصصة في تطوير وتصنيع وتوزيع جميع العملية المتصله الاشغال العامة وصناعة المعدات الميكانيكية يقع مقرها في عين أسمارة بقسنطينة.

## تاريخ
هي مؤسسة أو شركة قديمة وجديدة في ان واحد، فقد كانت من قبل تسمى باسم (سوناكوم) وهي الشركة الوطنية للالات الميكانيكية، ولكن في سنوات التسعينات تمت عملية هيكلة لها وأنقسمت إلى عدة مؤسسات مثل (ENMTP) (SNVI) (CMT) وغيرها، وتعتبر المؤسسة من الشركات الرائدة في مجال تصنيع عتاد الأشغال العمومية بشتى أنواعه، فهي تتعامل مع كبرى الشركات المتخصصة في هذا المجال.
تتعامل الشركة :
- Liebherr (ألمانيا) للحفارات ورافعات

o&k (ألمانيا) للالات الشحن على إطارات
Liebherr (ألمانيا) للجرافات وشاحنات التحميل 4m3
- (INGERSOLL RAND CIE) (الولايات المتحدة[ ؟ ]) في الضاغط والمطحنة
- (POTAIN) (فرنسا) لتصنيع رافعات بناء

## وحدات إنتاج
الطاقات الصناعية لـ (ENMTP) تعتبر واحدة من الأكبر في أفريقيا
مجمع الحفارات والرافعات (قسنطينة)
ضواغط المعقده والمطاحن (قسنطينة)
رافعات البناء (بجاية)
فرع (SOMABE) لعتاد الاسمنت خلاطات (الجزائر العاصمة)

## البنى التحتية
04 مصانع تصنيع وشبكة تجارية واسعة تغطى شبكة (ENMTP) الجزائر.
تدير الصناعة التي تنطوي على إمكانات 2400 عامل حققت رقم أعمال 60 مليون دولار أمريكى في 2006، وتتوقع 70 مليون دولار أمريكى بحلول عام 2007 مع ارتفاع في اليد العاملة إلى 4750 عامل.

## أنواع الأليات المصنعة في (ENMTP)
تنتج الشركة عدة أنواع من عتاد الاشغال العمومية.
- الات الضغط.
- الرافعات المتحركة والثابتة.
- الات الجرف بأنواعها.
- الآلات الشحن
- عتاد الأسمنت.
- آلات الحفر.

## وصلات خارجية
- -الموقع الرسمي للمؤسسة الوطنية لعتاد الأشغال العمومية